# Svobodné Heřmanice (stacja kolejowa)
Svobodné Heřmanice – stacja kolejowa w Svobodnych Heřmanicach, w kraju morawsko-śląskim, w Czechach. Znajduje się na wysokości 450 m n.p.m. i jest stacją końcową linii kolejowej nr 314.